# Берзе (река)
Бе́рзе, также Бе́рзупе — река в Латвии, приток Свете. Длина — 109 км.
Протекает по территории Добельского и Елгавского краёв. Берёт начало на Лиелауцских холмах в южной части Восточно-Курземской возвышенности.
В верхнем течении петляет меж холмов. Берега постоянные, поросшие лесом. Несколько выше посёлка Биксты в Берзе впадает протока из озера Зебрус — Зушупите. Возле посёлка Аннениеки находится малая ГЭС и её водохранилище. В XIX в. был прорыт канал, отводящий воды Берзупе в реку Свете. До того Берзе впадала в реку Лиелупе возле Калнциемса. Старица носит название Вецберзе. В низовье Вецберзе расположен Вецберзский польдер — сельскохозяйственная территория национального значения.
Крупнейшие притоки: Бикступе, Сесава, Алаве, Личупе, Гардене.

## Крупнейшие населённые пункты на берегах реки
- Зебрене
- Биксты
- Какениеки
- Аннениеки
- Добеле
- Берзе
- Ливберзе